# Spoorlijn Nantes-Orléans - Châteaubriant
De spoorlijn Nantes-Orléans - Châteaubriant is een Franse spoorlijn van Nantes naar Châteaubriant. De lijn is 63,6 km lang en heeft als lijnnummer 519 000.

## Geschiedenis
De lijn werd geopend door de Compagnie du chemin de fer de Paris à Orléans op 23 december 1877. Reizigersverkeer op de lijn is driemaal opgeheven, tussen 6 maart en 3 september 1939, tussen 15 januari en 15 september 1940 en de de laatste keer tussen 31 mei 1980 en 28 februari 2014. 
Goederenvervoer is in gedeeltes opgeheven: tussen La Chapelle-sur-Erdre en Issé in 1986, tussen Issé en Châteaubriant in 1994 en tussen Nantes en La Chapelle-sur-Erdre in 2008.

## Treindiensten
De SNCF verzorgt het personenvervoer op dit traject met TER-treinen.
| Serie | Treinsoort | Route                                                                | Bijzonderheden |
| ----- | ---------- | -------------------------------------------------------------------- | -------------- |
| C 7   | TER (SNCF) | Châteaubriant – Nort-sur-Erdre – Sucé-sur-Erdre – Babinière – Nantes |                |

## Aansluitingen
In de volgende plaatsen is of was er aansluiting op de volgende spoorlijnen:
Nantes
RFN 514 300, raccordement van les deux gares
RFN 515 000, spoorlijn tussen Tours en Saint-Nazaire
RFN 530 000, spoorlijn tussen Nantes en Saintes
Doulon
RFN 457 000, spoorlijn tussen Nantes-Orléans en Châteaubriant
RFN 457 306, raccordement van les Américains
RFN 457 606, stamlijn van Doulon (ZI nord-est de Nantes)
La Chapelle-sur-Erdre
RFN 520 000, spoorlijn tussen Blain en La Chapelle-sur-Erdre
Châteaubriant
RFN 460 000, spoorlijn tussen Sablé en Montoir-de-Bretagne
RFN 463 000, spoorlijn tussen Châteaubriant en Ploërmel
RFN 466 000, spoorlijn tussen Châteaubriant en Rennes

## Elektrische tractie
De lijn werd in 2013 geëlektrificeerd met een wisselspanning van 25.000 volt 50 Hz.

## Galerij

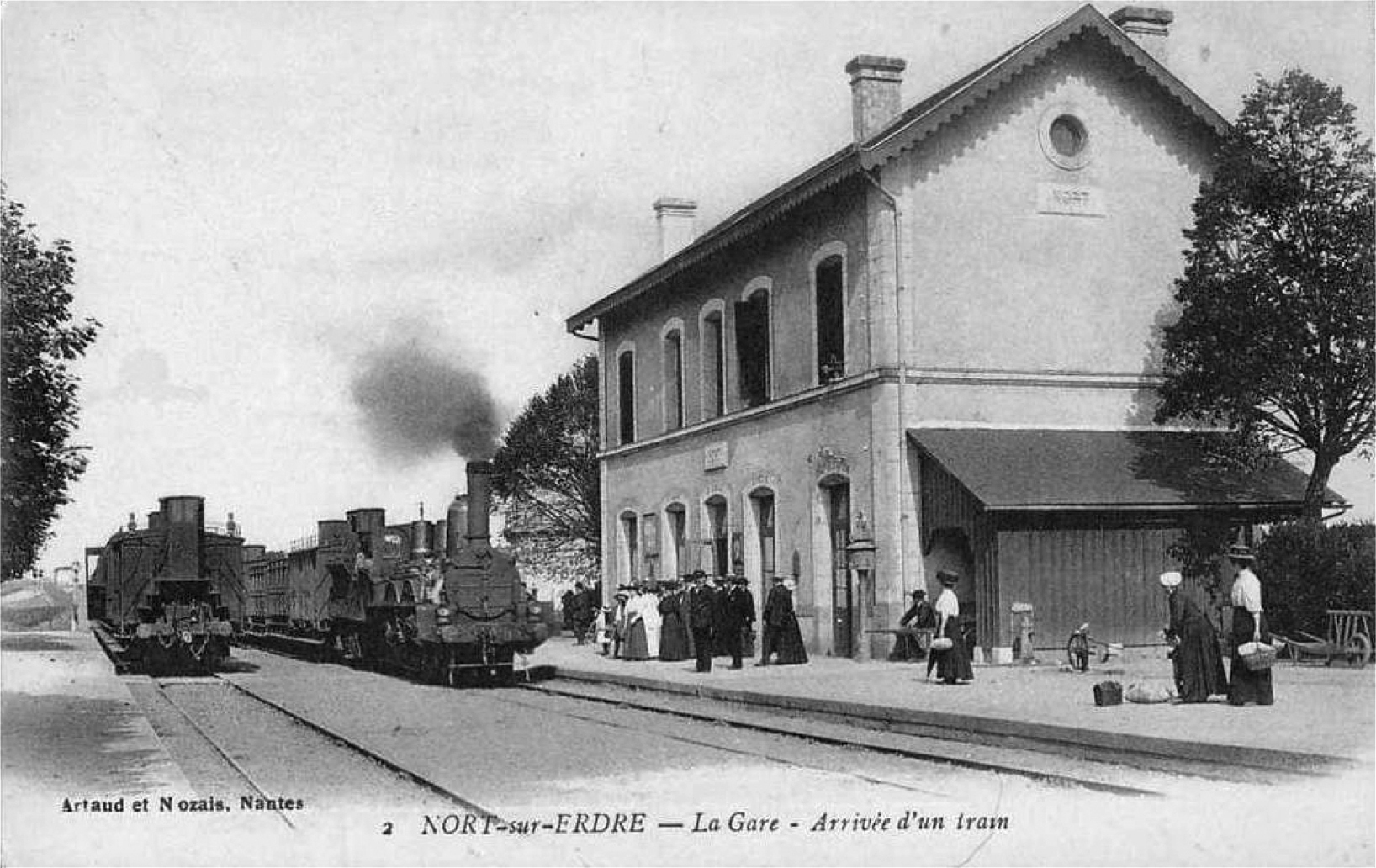
Station Nort-sur-Erdre rond 1900
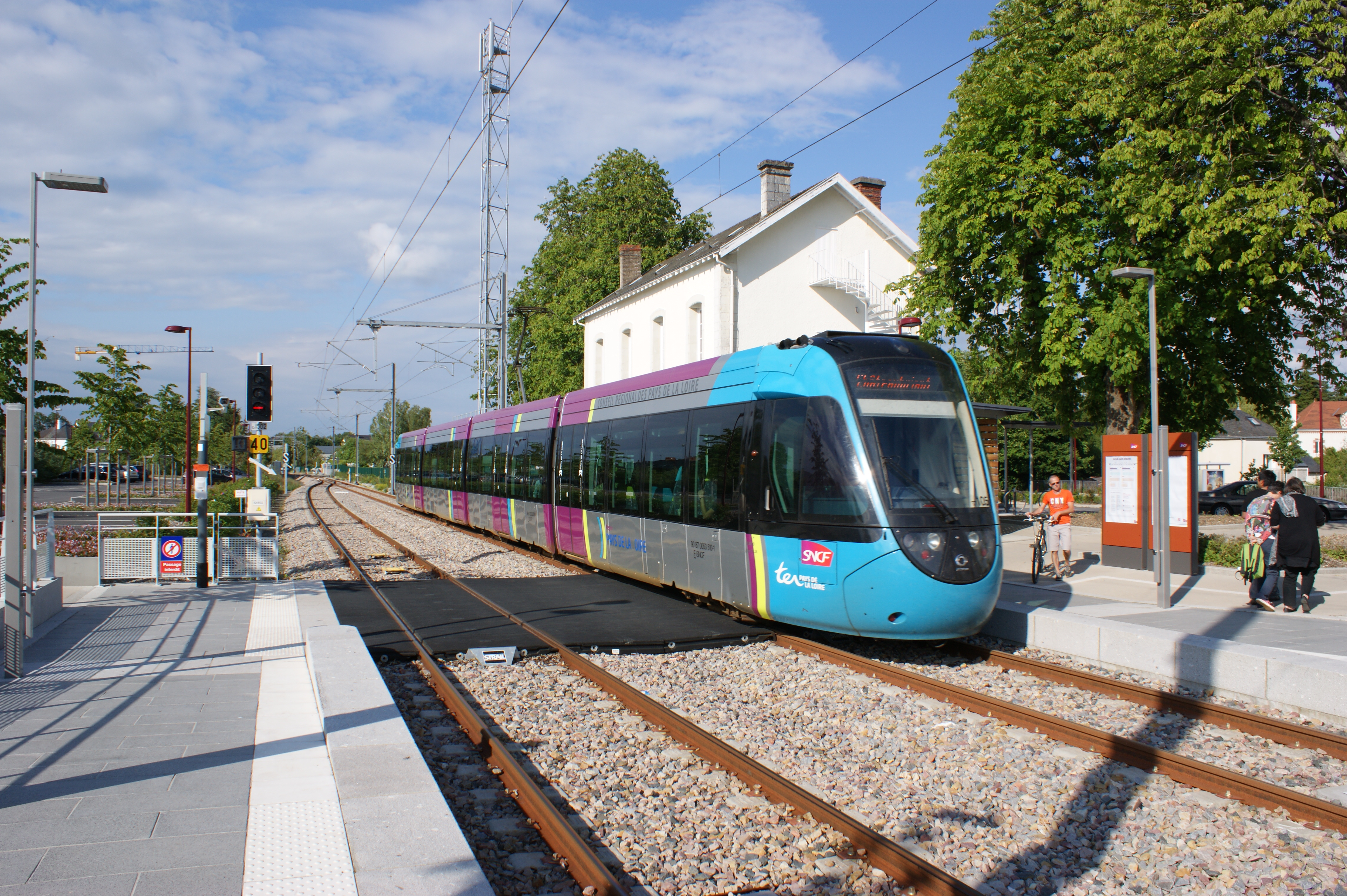
Station Sucé-sur-Erdre in 2014
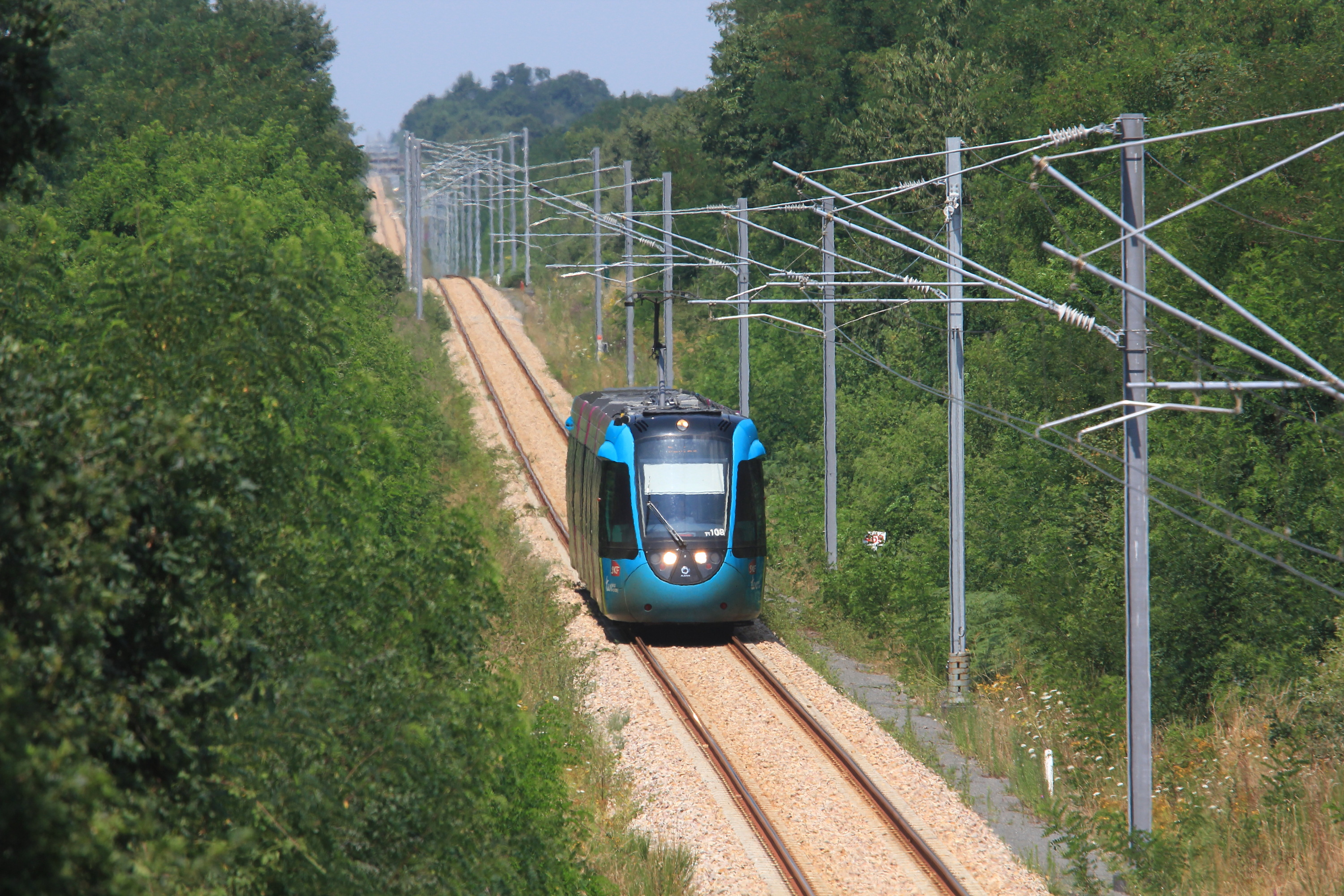
TER 859609 richting Nantes vlak voor Nort-sur-Erdre in 2014
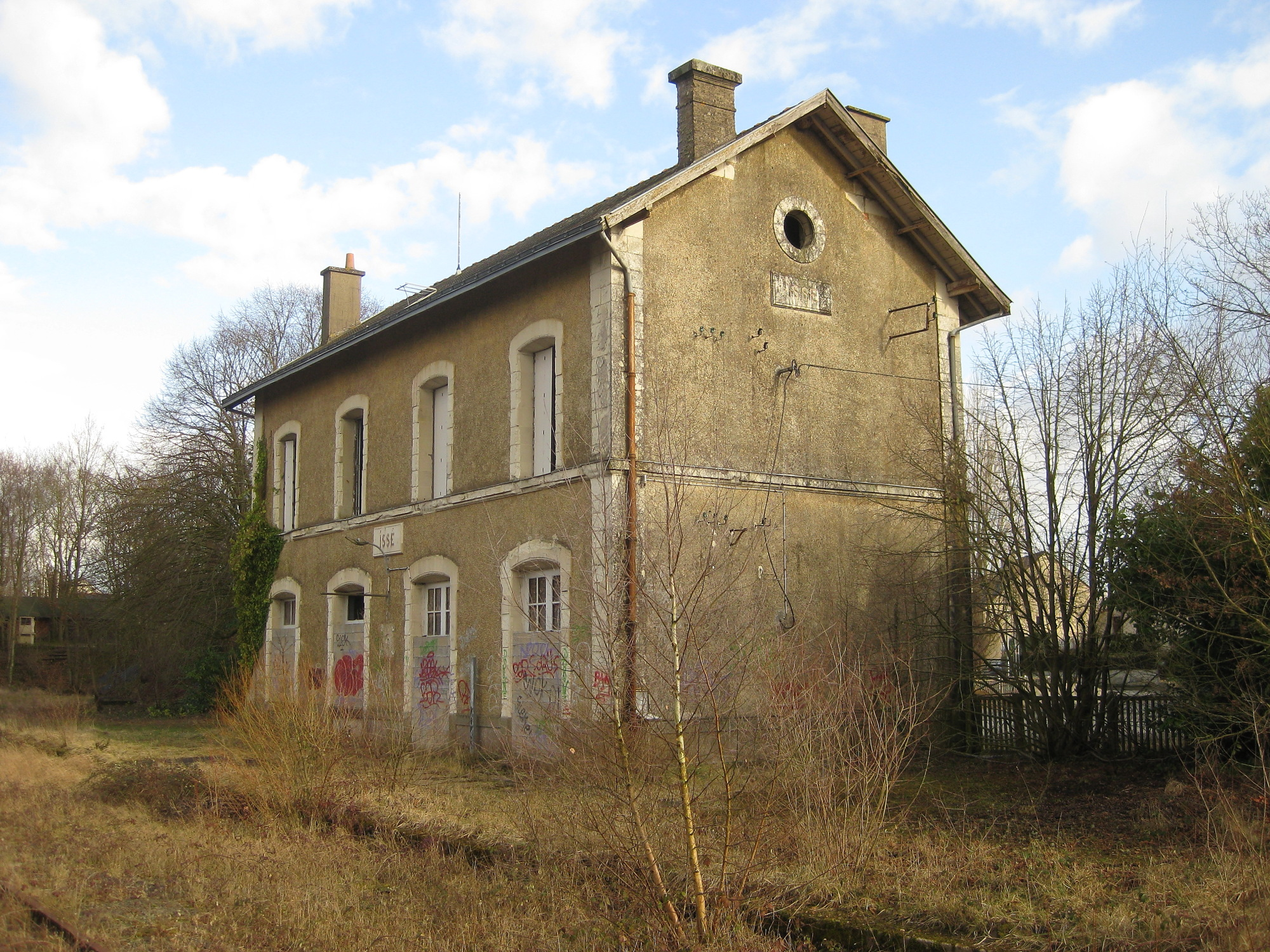
Station Issé in 2009, kort voor de sloop
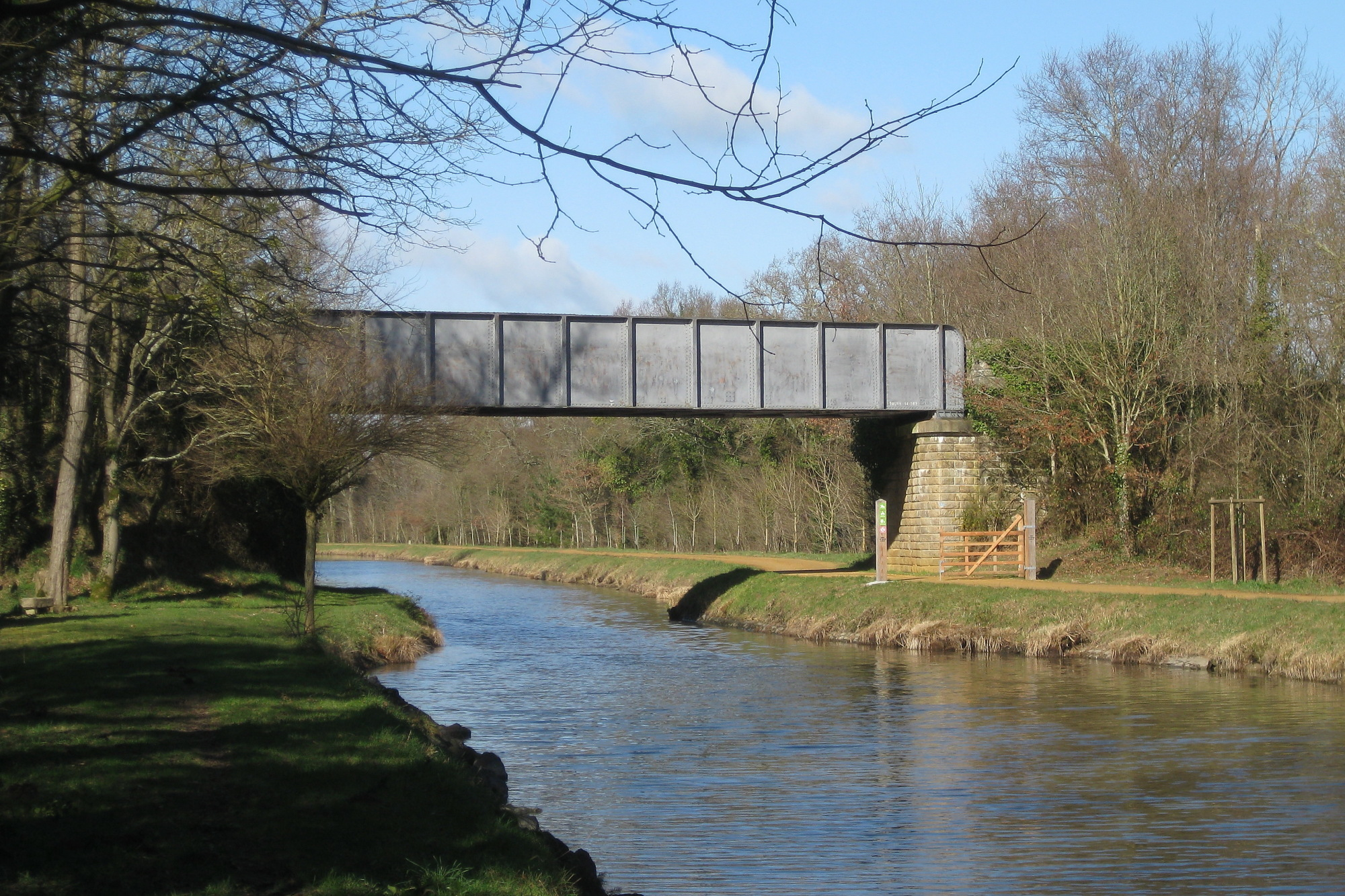
Brug over het Nantes-Brestkanaal in 2008, voor het vervangen van de overspanning
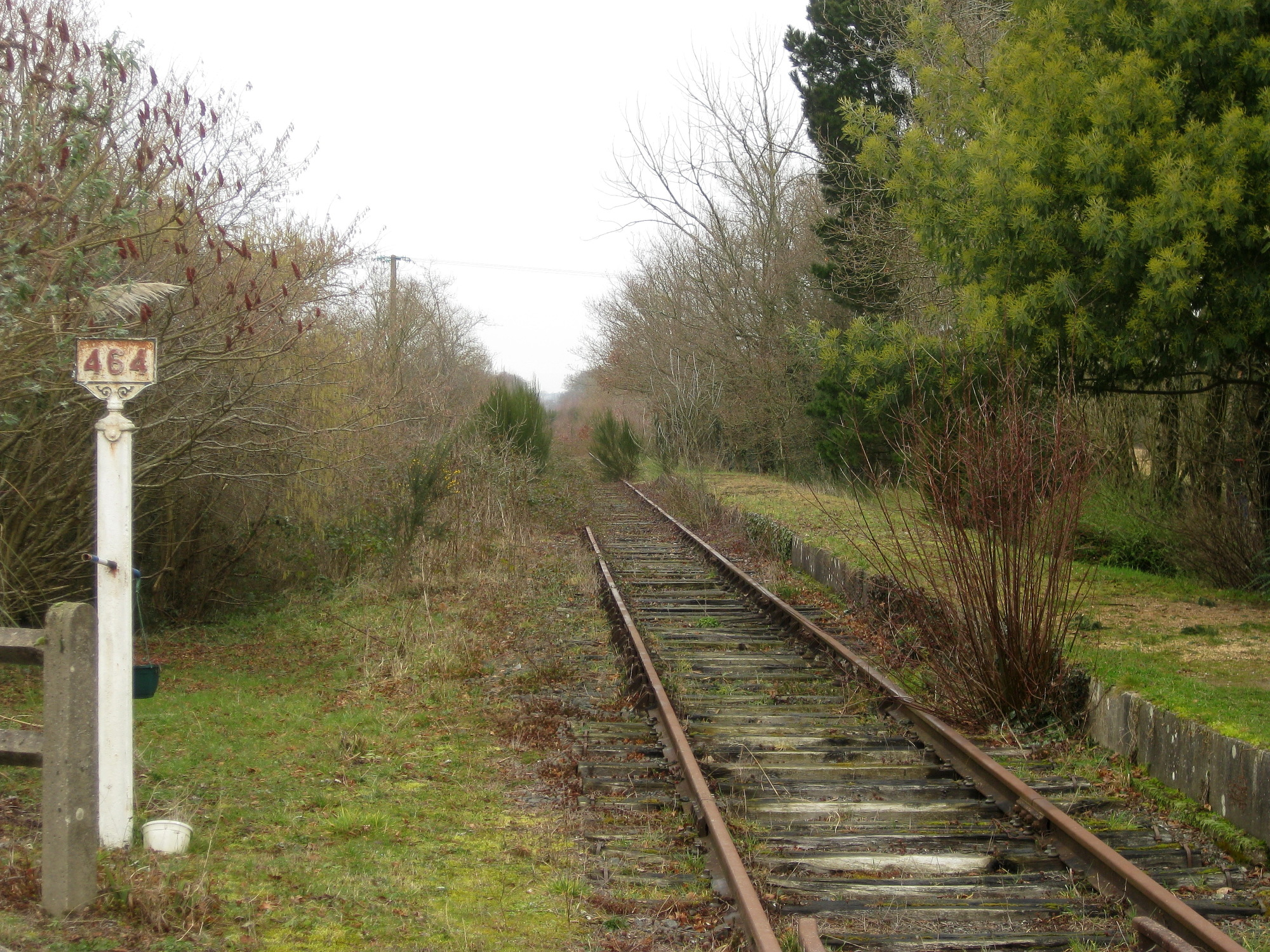
De lijn bij Joué - Saffré in 2009, voor de heropening